# آتاری اس‌تی
آتاری اس تی (انگلیسی: Atari ST) نام یک خط از کامپیوترهای شخصی شرکت آتاری، و نسل پایان دهنده به کامپیوترهای ۸-بیتی این شرکت است.
اولین مدل اس تی به نام 520ST در ژوئن سال ۱۹۸۵ منتشر شد. این اولین کامپیوتر شخصی بود که یک رابط گرافیکی بیت‌مپ(Bitmap) رنگی ۶-بیت را به کار برد.
این سری یک رقیب جدی برای آمیگا ی شرکت کمودور و مکینتاش اپل بود.
اس تی بعدها با آتاری تی تی , آتاری مگا اس تی ای و فالکون جایگزین شد.